# Villefranche-de-Rouergue
Villefranche-de-Rouergue (okcitanski: Vilafranca de Roergue) je općina i podprefektura u departmanu Aveyron, u francuskoj regiji Pireneji-Jug.

## Zemljopis
Villefranche-de-Rouerguese se nalazi u dolini Aveyron, na području koje razdvaja Causse (žitno područje) i Ségalu (ražno područje).
U području se nalaze rudnici bakra, olova, kositra, željeza i srebra. Također se vade fosfati i građevni kamen.

## Povijest
Kada je promijenjena vlast tuluške grofovije, brakom Alfonza od Poitiersa s nasljednicom Ivanom Tuluškom, kćerkom zadnjeg grofa Rajmunda, stari glavni grad Rouerguea, Najac je smatran previše odan staroj rajmundskoj dinastiji. Alfozo od Poitiersa je tada odlučio napraviti novi grad, nekoliko kilometara od starog i učiniti ga sjedištem vlade. Godine 1252. je osnovao Villefranche-de-Rouergue, kojeg je oslobodio plaćanja poreza, kako bi osigurao napredak grada. Novi grad je bio sagrađen u kvadratnom obliku, po uzoru na urbanističko planiranje starog Rima. Ulice su građene pod pravim kutom i vode u središte grada, koje je bilo trgovačko središte, a danas se ovdje nalazi tržnica.
Godine 1256. je donesena povelja navika, koja regulira tranzitni i trgovački položaj grada. U gradu se nastanjuju bogati trgovci i plemići. Godine 1347. grad dobiva bedeme, a 1443. godine, povodom svog dolaska, Karlo VII. nudi prozore crkvi Naše Gospe.
U 17. stoljeću nevolje pogađaju grad: 1628. kuga ubija trećinu stanovništa, a 1643. izbija pobuna Croquantsa.
Godine 1779. grad postaje glavno mjesto nove provincije Haute-Guyenne. Ovaj položaj gradu omogućava gospodarski i intelektualni prosperitet.
Opadanje važnosti grada započinje Revolucijom, kada je grad prepustio svoje mjesto Rodezu, koji je postao prefektura novog departmana Aveyrona.
U jesen 1943. tu je na obuci bila 13. divizija Waffen SS Handschara (1. hrvatska), sastavljena većinom od Bošnjaka i Hrvata. Ferid Džanić, vođa pobune prije same je pobune došao u dodir s članovima francuske ilegale u hotelu Moderne i kada je dobio potvrdu da će imati pomoć Britanaca i Francuza odlučio se za akciju. Kako se kasnije pokazalo, ta se pomoć nikada nije pojavila.
Pobunjenici su poslije ponoći upali u spavaće sobe časnika, uzeli im oružje i zarobili ih. Isti su uspjeli da sebi privole i veći broj Bošnjaka koji su činili većinu u diviziji,te su ih tada postavili po gradu kao stražu. U 4 sata i 10 minuta pobunjenici su počeli ubijati časnike i dočasnike. Imam Halim Malkoć  i Dr. Schweiger su uskoro saznali za pobunu i smislili plan kako da vrate kontrolu nad bojnom nazad u njemačke ruke. Kada su došli do ostatka vojnika i rekli im za laži o dolasku engleskih i francuskih jedinica, vojnici su (neki i plačući) uzeli oružje i opet se zakleli Hitleru i krenuli da uguše pobunu. Oko 7 sati Dizdarević i Džanić su ubijeni, a Vukelić zarobljen. Pobuna je ugušena sedam sati nakon početka iste. Sudionici pobune su ubrzo smaknuti i pokopani na obližnjem Polju Mučenika (Champs des Martyrs), zajedno s lokalnim stanovništvom.
Navodni vođe ove pobune su: Eduard Matutinović, Ferid Džanić, Luftija Dizdarević, Nikola Vukelić i Božo Jelinek. Džanić i Dizdarević su ubijeni, a Vukelić, Mujo Alispahić, Meho Memišević, Philipp Njimać, Ivan Jurković, Alija Beganović, Mustafa Morić, Sulejman Silajdžić, Jusuf Vučjak, Zemko Banjić, Efraim Basić, Ismet Cefković i Uzeir Mehičić su strijeljani nakon neuspjele pobune. Jelinek je uspjeo pobjeći, kasnije je dobio čin časnika i odlikovan je Legijom Časti. U spomen ovim događajima, jedna avenija u Villefranche-de-Rouergueu je poslije rata preimenovana u Aveniju Hrvata (Avenue des Croates)

## Gospodarstvo
Budući da je ovo većinom poljoprivredni kraj, najviše se trguje tim proizvodima, posebice grožđem, vinom, gljivama, sirevima, stokom itd.

## Spomenici i turistička mjesta
- Crkva Naše Gospe (Église Notre-Dame), građena od 13. do 16. stoljeća., s impresivnim tornjem od 58 metara, dominira središtem grada.
- Place des Couverts : ovaj trg, u potpunosti okružen srednjovjekovnim lukovima, čini srce grada.
- Stara bastida (bastide) iz 13. stoljeća, jedna od tipičnih okcitanskih kuća iz srednjeg vijeka, koje su tad postojale u velikom broju.
- stara opatija Svetog Spasitelja (15. stoljeće), s dva samostana, od kojih je jedan u gotičkom stilu.
- kapelica Pokajničkih Crnaca (Chapelle des Pénitents Noirs) iz 17. stoljeća, rijedak primjerak baroka u Rouergueu.
- Dvorac Graves (Château de Graves), 16. stoljeće.
- Cistercijanska opatija Loc-Dieu (od 12. do 15. stoljeća), 10 km zapadno od grada.
- Polje hrvatskih i bosanskih mučenika, koji su 1943. godine, oslobodili grad na jedan dan.

## Poznate osobe
- Maršal Belle-Isle (1684. – 1761.)
- Sveta Émilie de Rodat (1787. – 1852.)
- Vincent Cibiel (1797. – 1871.)
- Robert Fabre (1915.)
- Francis Carco (1886. – 1958.)

### Povelje o bratimljenju
- Italija : Sarzana, (Pokrajina La Spezia u Liguriji)
- Pula, Hrvatska (6. svibnja 2008., suradnja od 2005.)
- Bihać, Bosna i Hercegovina (5. rujna 2010.)

## Galerija fotografija
- Polje bosanskih i hrvatskih mučenika
- Džanić i ostali vođe pobune
- Spomenik u čast francuskim borcima
- Rijeka Aveyron

## Vanjske poveznice
- Villefranche-de-Rouergue na Paysages d'Aveyron (fr.)
- Turistička stranica Villefranche-de-Rouerguea (fr.)
- Stranica gradonačelnika  Arhivirana inačica izvorne stranice od 29. lipnja 2011. (Wayback Machine) (fr.)

|  | Portal Francuske: pristup člancima s tematikom o Francuskoj |